# Hotel Astoria
 For alternative betydninger, se Hotel Astoria (flertydig). (Se også artikler, som begynder med Hotel Astoria)
Hotel Astoria er et hotel i København tegnet af arkitekt Ole Falkentorp. Hotellet blev opført i årene 1934-35 som moderne luksushotel med 94 værelser.
Ved åbningen i 1935 kostede det mellem 5,50 og 16 kroner at overnatte på Hotel Astoria.
Pr. 1. juni 2007 overtog DGI-byen driften af hotellet. GUBI Design har sammen med DGI-byen indrettet Astoria med nye farver og specialdesignede møbler.
Hotellet blev i en kort periode en del af budgethotelkæden Zleep Hotels der overtog driften pr. 1. juli 2011.
Pr. 1. Januar 2014 overtog Brøchner Hotels driften af Hotel Astoria. Brøchner Hotel ønskede over de næste par år at bringe hotellet tilbage til den ånd som bygningen afspejler  Siden er det blev en del af hotelkæden Best Western.
I slutningen af juni 2015 blev hotellet indstillet til fredning af Det Særlige Bygningssyn.